# Antoine Monnoyer
Ne doit pas être confondu avec Jean-Baptiste Monnoyer.
Antoine Monnoyer, né en 1671 et mort à Saint-Germain-en-Laye en 1747,  est un peintre de nature morte français.

## Biographie
Fils de Jean-Baptiste Monnoyer, grand peintre de fleurs de la fin du XVIIe siècle, qui travailla à Versailles avec Charles Le Brun, Antoine Monnoyer est essentiellement formé par son père.
Il le suit en Angleterre, où l’ambassadeur d’Angleterre en France, sir Ralph Montagu, avait fait venir Monnoyer « père » pour décorer son hôtel de Burlington, aux côtés de Charles de La Fosse. À cette époque, les tableaux de fleurs connaissent un vif succès. L’apprentissage d’Antoine a donc lieu en Angleterre, dans les ateliers de la Burlington House (Piccadilly) et de Kensington Palace.
Après la mort de son père, en 1699, Antoine Monnoyer fait un premier séjour à Rome. À son retour en France, il travaille au Trianon et est reçu à l’Académie en 1704.
Dans les années 1708-1710, il travaille au décor de la chapelle de Versailles avec son beau-frère, Jean-Baptiste Blain de Fontenay. À la même période, il peint deux grands tableaux pour le château de Meudon.
Après un nouveau séjour en Italie, il retourne en Angleterre en 1714 et y reste jusqu’en 1729, où il est documenté de nouveau à Rome.
Les années suivantes, il voyage en Europe, au Danemark et surtout en Suède vers 1733. Antoine Monnoyer fait ainsi déjà figure, par ses nombreux voyages dans les grandes capitales européennes, d’artiste international comme le XVIIIe siècle en connaîtra tant.

## Style
Selon la spécialiste actuelle d’Antoine Monnoyer, l’apport artistique de ce peintre est souvent mal connu, voire ignoré. En effet, trop souvent confondu avec son père, on oublie que le succès du « style Monnoyer » est plus dû à Antoine qu’à Jean-Baptiste. C’est grâce aux nombreuses œuvres réalisées lors de son séjour en Angleterre que cette manière, qu’il tenait de son père, séduisit plusieurs artistes étrangers comme Jean-Baptiste Jaspers (1620-1691)  et Jan Frans Van Son (1658-1718).
D’autre part, si l’art d’Antoine est fortement influencé par celui de son père et de son élève le plus doué, Blain de Fontenay, il ne faut pas oublier qu’il s’en écarte aussi et créa ses propres caractéristiques.
Tout d’abord, l’art d’Antoine diffère par la méthode qu’il emploie. En effet, si Jean-Baptiste peignait directement ses compositions florales d’après des modèles naturels, Antoine suivait la technique utilisée par Jacob Bogdani (1658–1724), également présent en Angleterre. Il étudiait ses compositions en taillant des formes grossières de fleurs qu’il collait sur une toile verte, et c’est seulement à ce moment, une fois qu’il avait fixé sa composition, qu’il peignait les fleurs en utilisant des spécimens naturels comme modèles. De plus, au lieu de s’attacher véritablement aux couleurs des fleurs, sa palette était plus définie par les besoins décoratifs du tableau.
Par ailleurs, s’il reprend la plupart du temps des modèles établis par son père, il innove également en utilisant des nouvelles variétés de fleurs, notamment des roses aux couleurs et aux formes plus recherchées. Il use aussi d’une couleur bleu lavande très pâle, qu’on ne trouve ni chez son père, ni chez Blain de Fontenay. On peut également identifier ses œuvres par des motifs caractéristiques, comme celui de la grenade ouverte, souvent placée au premier plan.